# اتحاد الرغبي في الكويت
اتحاد الرغبي في الكويت هو الهيئة الرسمية المسؤولة عن تنظيم رياضة الرغبي في دولة الكويت منذ عام 1975، وعضو في اتحاد غرب آسيا للرغبي ومنظمة ورلد روبي الإقليمية.

## التاريخ والتأسيس
ظهرت أولى أنشطة الرغبي في الكويت عام 1946 مع تأسيس نادي «الكويت سكوربيونز» الذي كان يلعب في منطقة الأحمدي بإشراف شركة نفط الكويت. تبلورت الحاجة لاتحاد موحّد عام 1975 لتنظيم البطولات المحلية وتأهيل المنتخبات الوطنية للمشاركة في البطولات الخليجية والدولية.

## الأنشطة والمسابقات

### الدوري المحلي
ينظم الاتحاد دوري الرغبي السنوي بين الأندية الكويتية، أبرزها نادي الكويت سكوربيونز ونادي الساراسينز للأعمار الصغرى.

### البطولات المدرسية وجامعية
يوجه برامج في مدارس وجامعات الدولة لتعزيز انتشار اللعبة بين الشباب، بالتعاون مع وزارة التربية ووزارة التعليم العالي.

## الهيكل التنظيمي
يرأس الاتحاد مجلس إدارة يتكون من رئيس، ونائب رئيس، وأمين صندوق، وأعضاء منتخبين من الأندية المشاركة في الجمعية العمومية السنوية.

## المنتخبات الوطنية
- المنتخب الأول: شارك في بطولات غرب آسيا والتحدي الآسيوي تحت إشراف ورلد روبي آسيا.
- المنتخب تحت 20 عامًا: يتكون من لاعبين موهوبين ينتمون لأندية الدوري المدرسي والجامعي.